# Санта-люсийский цветной трупиал
Санта-люсийский цветной трупиал (лат. Icterus laudabilis) — вид воробьиных птиц из семейства трупиаловых.

## Распространение
Эндемики Сент-Люсии, обитают только на главном острове.

## Описание
Длина тела 20—22 см. Клюв длинный. У самцов чёрные голова, грудка, верхняя часть спинки, верхняя часть крыла. Плечи, задняя часть тела и брюшко рыже-оранжевые. Самки окрашены так же, но оранжевые части тела у них несколько более блеклые.

## Биология
Возможно, моногамны. Миграций не совершают. Питаются насекомыми, другими членистоногими, фруктами (в том числе выращиваемыми человеком манго Mangifera indica и бананами) и нектаром. Самки откладывают по 2—3 яйца за раз.

## Охранный статус
МСОП присвоил виду охранный статус EN.